# Lalić
Lalić (izvirno srbsko Лалић; madžarsko Liliomos) je naselje v Srbiji, ki upravno spada pod Občino Odžaci; slednja pa je del Zahodnobačkega upravnega okraja.

## Demografija
V naselju živi 1335 polnoletnih prebivalcev, pri čemer je njihova povprečna starost 41,6 let (39,8 pri moških in 43,3 pri ženskah). Naselje ima 667 gospodinjstev, pri čemer je povprečno število članov na gospodinjstvo 2,47.
|  |

| Demografija | Demografija     | Demografija     |
| Leto        | Št. prebivalcev | Št. prebivalcev |
| ----------- | --------------- | --------------- |
|             |                 |                 |
|             |                 |                 |
|             |                 |                 |
|             |                 |                 |
| 1948        | 2365            |                 |
| 1953        | 2351            |                 |
| 1961        | 2351            |                 |
| 1971        | 2125            |                 |
| 1981        | 1859            |                 |
| 1991        | 1699            | 1649            |
| 2002        | 1702            | 1646            |
|             |                 |                 |

| Etnična sestava po popisu iz leta 2002 | Etnična sestava po popisu iz leta 2002 | Etnična sestava po popisu iz leta 2002 | Etnična sestava po popisu iz leta 2002 | Etnična sestava po popisu iz leta 2002 |
| -------------------------------------- | -------------------------------------- | -------------------------------------- | -------------------------------------- | -------------------------------------- |
| Slovaki                                | Slovaki                                |                                        | 796                                    | 48,35%                                 |
| Srbi                                   | Srbi                                   |                                        | 702                                    | 42,64%                                 |
| Rusini                                 | Rusini                                 |                                        | 27                                     | 1,64%                                  |
| Jugoslovani                            | Jugoslovani                            |                                        | 21                                     | 1,27%                                  |
| Romi                                   | Romi                                   |                                        | 15                                     | 0,91%                                  |
| Ukrajinci                              | Ukrajinci                              |                                        | 12                                     | 0,72%                                  |
| Hrvati                                 | Hrvati                                 |                                        | 4                                      | 0,24%                                  |
| Črnogorci                              | Črnogorci                              |                                        | 2                                      | 0,12%                                  |
| Madžari                                | Madžari                                |                                        | 2                                      | 0,12%                                  |
| Muslimani                              | Muslimani                              |                                        | 1                                      | 0,06%                                  |
| Makedonci                              | Makedonci                              |                                        | 1                                      | 0,06%                                  |
| Neznano                                | Neznano                                |                                        | 2                                      | 0,12%                                  |